# Žerůtky (Znojmói járás)
Žerůtky (németül: Scherutka) község Csehországban, a Znojmói járásban. Žerůtky Znojmo, Citonice, Milíčovice, Kravsko és Olbramkostel településekkel határos. Lakosainak száma 279 fő (2024. január 1.).

## Népesség
A település lakosságának változását az alábbi diagram mutatja:
| Lakosok száma | 241  | 282  | 269  | 293  | 257  | 255  | 249  | 264  | 274  | 279  |
|               | 1869 | 1890 | 1921 | 1950 | 1980 | 2001 | 2017 | 2019 | 2022 | 2024 |